# Christophe Kern
Pour les articles homonymes, voir Kern.

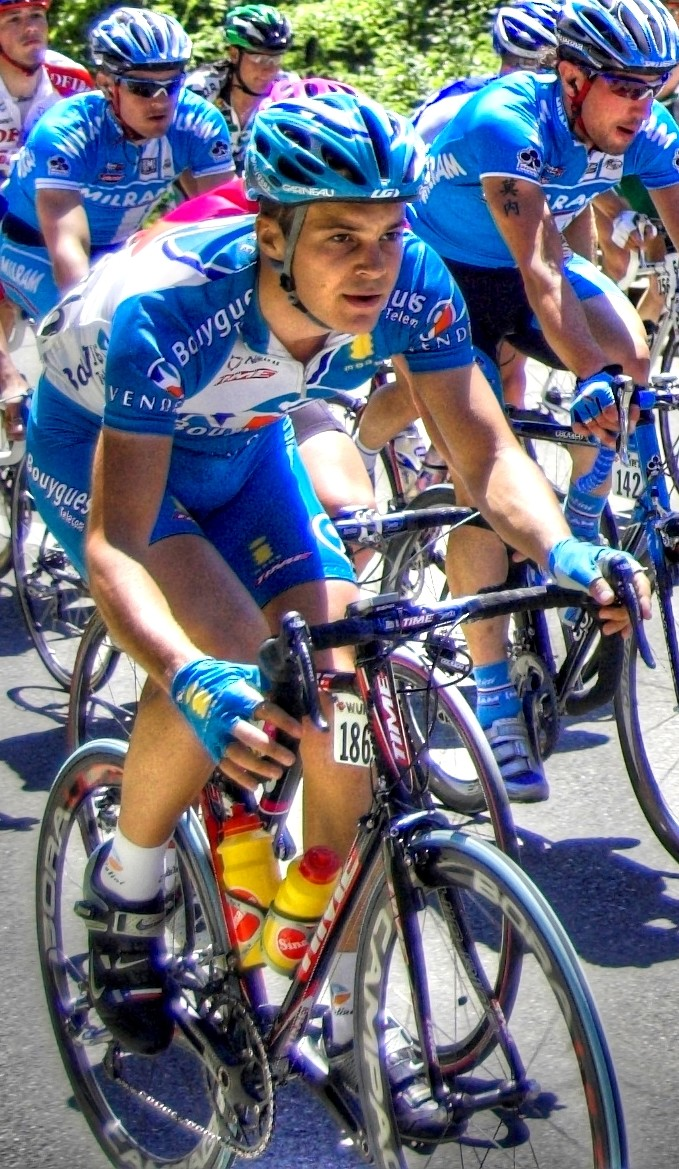
Christophe Kern au Tour de Suisse 2006

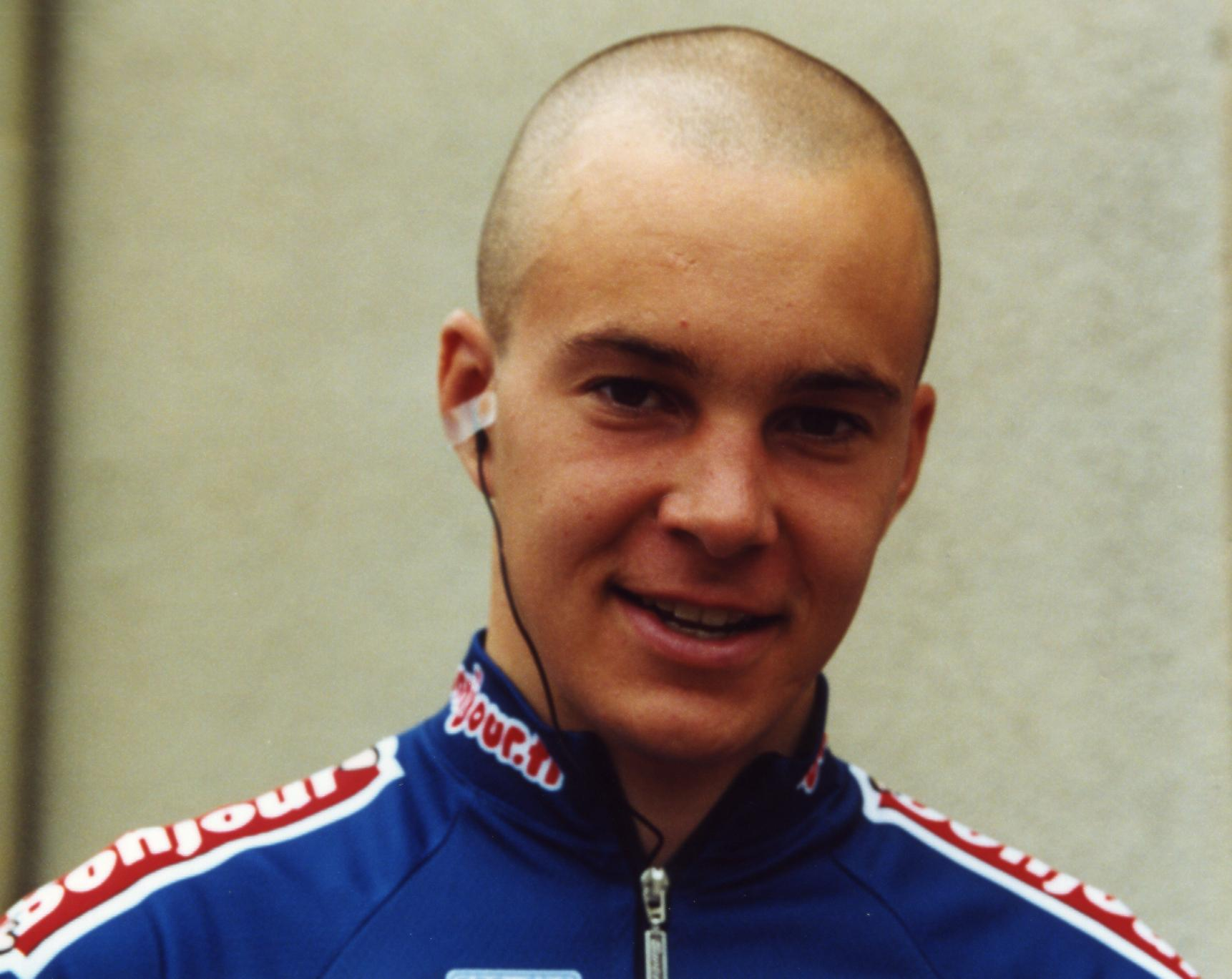
Tour de l'Avenir 2001

Christophe Kern, né le 18 janvier 1981 à Wissembourg (Bas-Rhin), est un coureur cycliste professionnel français. Professionnel de 2003 à 2014, il a couru sous les couleurs des équipes La Boulangère, Crédit agricole, Cofidis et Europcar.

## Biographie
En catégorie juniors, Christophe Kern participe au contre-la-montre des championnats du monde sur route de 1998. L'année suivante, il obtient la médaille de bronze du championnat du monde sur route juniors, remporté par Damiano Cunego. Il s'illustre ensuite dans la catégorie espoirs en remportant le championnat de France du contre-la-montre en 2001 et Liège-Bastogne-Liège espoirs en 2002. En 2001, il participe une première fois aux championnats du monde dans cette catégorie à Lisbonne, au Portugal, et y prend la 27e place du contre-la-montre des moins de 23 ans. Il dispute à nouveau ce championnat en 2002 à Zolder en Belgique, et se classe cette fois 10e.
Christophe Kern passe professionnel en 2003 dans l'équipe Brioches la Boulangère. Il signe un premier succès dès le mois de mars au Grand Prix Rudy Dhaenens où il devance son coéquipier Anthony Geslin, en compagnie duquel il s'est échappé à 35 km de l'arrivée.
En 2004, il remporte après une longue échappée une étape accidentée du Tour de l'Avenir. Il resigne pour deux saisons avec l'équipe de Jean-René Bernaudeau qui intègre le Pro Tour.
En 2005, il participe à ses premières grandes courses par étapes, le Tour d'Italie, le Tour de Suisse et le Tour d'Espagne. S'il abandonne les deux premières sans briller, il s'illustre en Espagne en montagne et en contre-la-montre au point d'être sélectionné pour les championnats du monde. Il abandonne le Tour d'Espagne alors qu'il occupe la 27e place du classement général et attaque en solitaire au championnat du monde à quelques tours de l'arrivée, sans succès.
En 2006, sa seule performance est sa troisième place au championnat de France contre-la-montre derrière Sylvain Chavanel et Didier Rous, ce qui lui vaudra une sélection dans cette catégorie au championnat du monde. Christophe Kern, sélectionné pour prendre part au Tour de France, doit céder sa place à un Laurent Brochard pourtant diminué physiquement. Déçu, il décide de quitter l'équipe Bouygues Telecom.
En 2007, il rejoint le Crédit agricole. Il dispute cette année-là le Tour d'Italie et le Tour d'Espagne. Il obtient une troisième place sur une étape de moyenne montagne du Giro derrière Luis Felipe Laverde et Marco Pinotti qui endosse le maillot rose. Sous ses nouvelles couleurs Christophe Kern joue le plus souvent le rôle d'équipier pour les sprinters de l'équipe, notamment Thor Hushovd, ce qui ne l'empêche pas à l'occasion de s'échapper en montagne[réf. souhaitée].
En 2008, il obtient de bons résultats en début d'été avec des deuxièmes places au championnat de France du contre-la-montre et au Tour du Doubs. Il se distingue ensuite au Tour d'Espagne. Il s'échappe à plusieurs reprises (9e et 13e étapes), entamant l'ascension de l'Alto de l'Angliru en tête. Ce comportement offensif lui permet de terminer cette Vuelta à la deuxième place du classement de la montagne, derrière David Moncoutié. Il rejoint ce dernier chez Cofidis en 2009.
Cette année 2009 marque son entrée dans le groupe des grimpeurs de l'équipe Cofidis qui œuvrent pour le succès de David Moncoutié. En compagnie de Rémi Pauriol et d'Amaël Moinard, Kern est l'architecte du succès de Moncoutié dans la septième étape du Critérium du Dauphiné libéré. En juillet 2009, il participe à son premier Tour de France. Il y porte le maillot à pois durant une journée, à l'issue de la huitième étape. La veille, il échoue à la deuxième place de l'étape d'Andorre, au sommet de la montée d'Arcalis, derrière Brice Feillu.
En 2010, son début de saison est marqué par un travail d'équipier pour un Jens Keukeleire en pleine effervescence et victorieux sur le Mémorial José Samyn et les Trois Jours de Flandre-Occidentale. Kern se prépare pour les classiques ardennaises en disputant le Tour de Turquie. Sur cette épreuve qu'il achève en dixième position, il se distingue par une longue échappée lors de la sixième étape arrivant à Finike. Il n'est repris que dans le dernier kilomètre en compagnie de Frederik Wilmann. Il ne peut disputer la Flèche Wallonne en raison de l'éruption du volcan islandais Eyjafjöll qui empêche les avions de faire la liaison entre la Turquie et la Belgique. Il dispute néanmoins Liège-Bastogne-Liège. Après un été décevant sur ses courses de prédilection, Christophe Kern décide de retourner dans l'équipe de Jean-René Bernaudeau, à la recherche de sponsor.
Après six années sans victoire, il remporte en 2011, sous sa nouvelle tunique Europcar, une étape de montagne sur le Critérium du Dauphiné. Le lendemain, il se classe quatrième de l'étape-reine de cette course au Collet d'Allevard, au sommet d'une ascension hors-catégorie. Il termine sixième du classement général. Le 23 juin, il remporte le titre de champion de France du contre-la-montre en devançant Christophe Riblon et Geoffroy Lequatre d'une minute et quinze secondes.
Une tendinite le contraint à abandonner lors de la 5e étape du Tour de France, puis à mettre un terme à sa saison.
Ces déboires empêcheront Christophe Kern de retrouver la compétition, puis un semblant de forme, avant de longs mois. En 2012, désillusions et abandons se succèdent mais la condition physique revient petit à petit et Christophe Kern montre des signes encourageants à l'occasion du Tour de Bavière et du Critérium du Dauphiné,. Il dispute le Tour de France comme équipier de Thomas Voeckler et Pierre Rolland, qu'il lance vers le succès lors de la onzième étape s'achevant à La Toussuire.
Le contrat de Kern, qui se termine en 2014, n'est pas prolongé par Europcar.

## Palmarès

### Palmarès amateur
- 1998
  - 4e étape du Trophée des Provinces Françaises (contre-la-montre)
  - 3e de La Bernaudeau Junior
- 1999
  - Classement général du Tour de Basse-Saxe juniors
  -  Médaillé de bronze du championnat du monde sur route juniors
- 2000
  - 3e de la Route de Bourgogne du Sud
- 2001
  -  Champion de France du contre-la-montre espoirs
  - 5e étape du Circuit des plages vendéennes
  - Orvault-Saint-Nazaire-Orvault
- 2002
  - 6e étape du Circuit des plages vendéennes
  - Liège-Bastogne-Liège espoirs
  - 2e du championnat de France du contre-la-montre espoirs
  - 2e du championnat de France sur route espoirs
  - 3e du Tour du Canton de Saint-Ciers

### Palmarès professionnel
- 2003
  - Grand Prix Rudy Dhaenens
- 2004
  - 6e étape du Tour de l'Avenir
- 2006
  - 3e du championnat de France du contre-la-montre
- 2008
  - 2e du championnat de France du contre-la-montre
  - 2e du Tour du Doubs
- 2011
  -  Champion de France du contre-la-montre
  - 5e étape du Critérium du Dauphiné
  - 6e du Critérium du Dauphiné

## Résultats sur les grands tours

### Tour de France
4 participations
- 2009 : 75e
- 2010 : 97e
- 2011 : abandon (5e étape)
- 2012 : 83e

### Tour d'Italie
2 participations
- 2005 : abandon (17e étape)
- 2007 : 114e

### Tour d'Espagne
4 participations
- 2005 : abandon (17e étape)
- 2006 : abandon (11e étape)
- 2007 : 84e
- 2008 : 112e

## Classements mondiaux
| Année                  | 2007 | 2008 | 2009 | 2010 | 2011 | 2012   | 2013 | 2014 |
| ---------------------- | ---- | ---- | ---- | ---- | ---- | ------ | ---- | ---- |
| Classement ProTour     | 164e |      |      |      |      |        |      |      |
| Calendrier mondial UCI |      |      | 167e |      |      |        |      |      |
| UCI World Tour         |      |      |      |      |      |        |      | nc   |
| UCI Europe Tour        |      |      |      | 614e | 617e | 1 016e | nc   |      |